# NGC 166
NGC 166(또는 PGC 2143)은, 고래자리에 위치한 나선은하로, 약 260만 광년 떨어져 있다. 겉보기등급은 +15.18이며, 1886년 Francis Preserved Leavenworth에 의해 발견되었다.

## 같이 보기
- 나선은하
- NGC 1 ~ 999 목록
- 고래자리